# Keith David

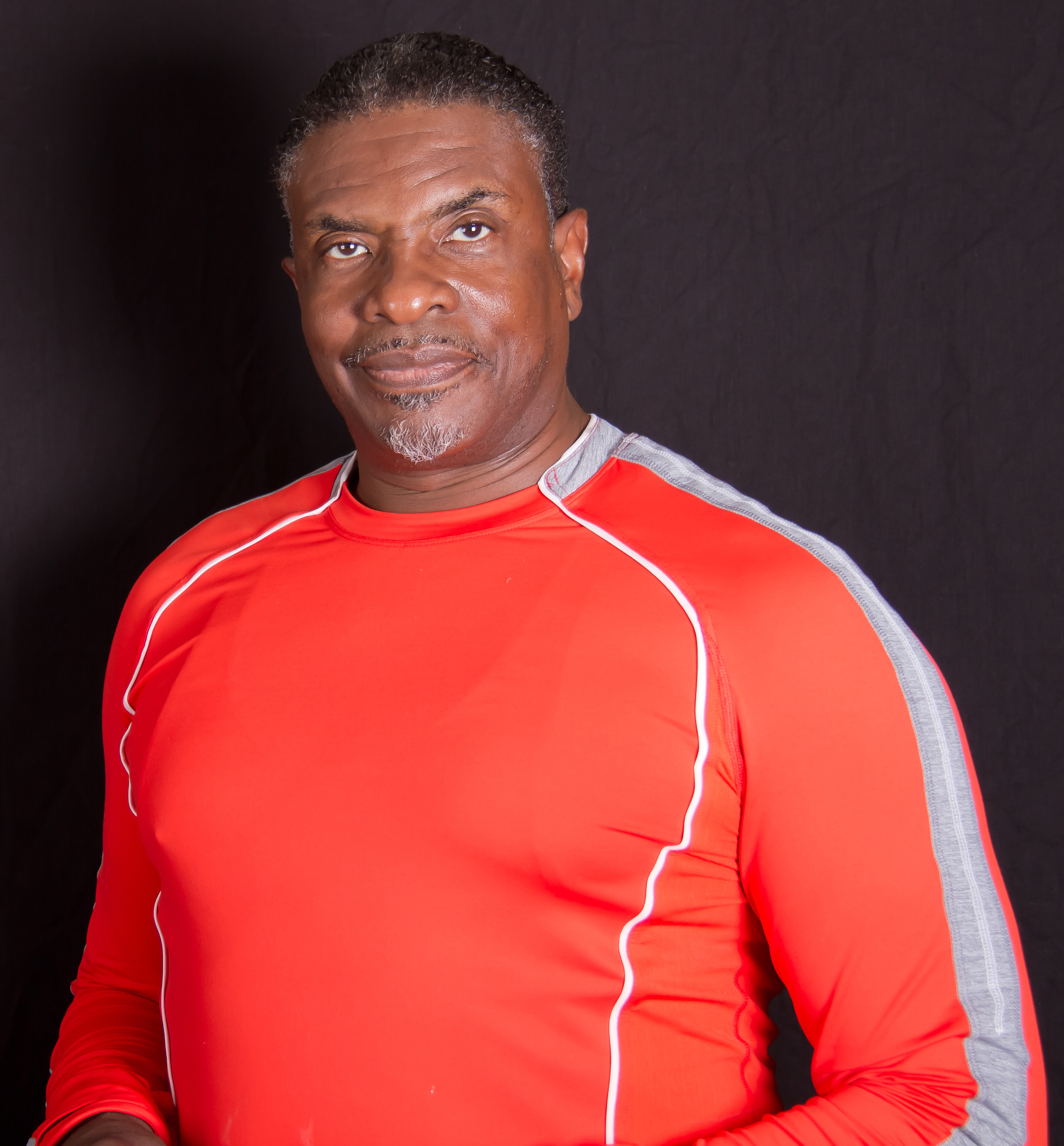
2010-ben

Keith David (New York, 1956. június 4. –) háromszoros Primetime Emmy-díjas amerikai színész, énekes.

## Élete
Keith David Williams, ismertebb nevén Keith David 1956 június 4-én született az USA beli New York Harlem kerületében. Anyja Dolores ( született Dickinson), apja, Lester Williams volt. Házastársa Dionne Lea Williams színésznő, énekes.
Tanulmányait a Manhattan School of Performing Arts -ban végezte, majd a Juilliard School dráma tagozatán (1975-1979) 1979-ben szerzett diplomát.
Főleg film és televíziós szerepei vannak, de mély, zenei hangja iránt is nagy az érdeklődés. Ő volt a címszereplő (hangja) a Spawn animációs sorozatnak és még sok másnak is (pl. Fallout és Mass Effect videójáték, Justice League rajzfilmek).
Elnyerte az Emmy-díjat is.

## Főbb szerepei
- Entergalactic (2022) - Mr. Rager
- Rendes fickók (2016) - maffiózó
- The Bible (2013) - narrátor
- Pulykaland (2013) - szinkronhang
- Felhőatlasz (2012) - Joe Napier
- Smiley (2012) - Diamond
- Allen Gregory sorozat (2011) - Carl Trent Davis (szinkronhang)
- Hópihe (2011) - Anvil (szinkronhang)
- The Greening of Whitney Brown (2011) - Clerk
- Félédes álom (2010) - Claude
- Chain Letter (2010) - Jim Crenshaw nyomozó
- Lottószelvény (2010) - Sweet Tee
- Halálos temetés (2010) - Davis tiszteletes
- Don McKay (2009) - Otis Kent
- A hercegnő és a béka (The Princess and the Frog, 2009) - Dr. Facilier (szinkronhang)
- Játék a végsőkig (Gamer, 2009) - színész
- Szemben a sötétséggel (Against the Dark, 2009) - Waters hadnagy
- Ő a megoldás (All About Steve, 2009) - színész
- Coraline és a titkos ajtó (Coraline, 2009) - a macska (szinkronhang)
- Az ötödik parancsolat (The Fifth Commandment, 2008) - Max Templeton
- Különleges osztag (SIS, 2008) - Joseph Armstrong
- Kincsrablók (No Bad Days, 2008) - Terrence
- Novocaine (2001) - Lunt nyomozó
- Keresd a nőt! (There's Something About Mary, 1998) - Charlie, Mary nevelőapja
- Tűzhányó (Volcano, 1997) – Ed Fox rendőrhadnagy
- Elpusztíthatatlanok (They Live, 1988) - Frank
- A szakasz (Platoon, 1986) - King
- A dolog (The Thing,1982) – Childs